# The Road Home (film, 1999)
Pour les articles homonymes, voir The Road Home.
Pour plus de détails, voir Fiche technique et Distribution.
The Road Home (我的父親母親, Wǒ de fùqin mǔqin) est un film chinois réalisé par Zhang Yimou sorti en 1999 en Chine mettant en vedette Zhang Ziyi.

## Synopsis
Luo Yusheng revient dans son village natal pour les funérailles de son père (un instituteur). Sa mère veut que les funérailles se fassent dans la tradition : il faut que le cercueil soit transporté par les villageois de l'hôpital au village.

## Fiche technique
- Titre : The Road Home
- Titre original : 我的父親母親 (Wǒ de fùqin mǔqin en pinyin) écrit en chinois traditionnel sur l'affiche du film et signifiant exactement "Mes père et mère" ou "Mon père et ma mère"
- Réalisation : Zhang Yimou
- Scénario : Bao Shi d'après son roman Remembrance
- Images : Hou Yong
- Son : Lala Wu, Qian Lin
- Musique : San Bao
- Montage : Zhai Ru
- Production : Producteur pour Guanxi Film Studios
- Pays d'origine :  Chine
- Format : Couleurs - 2,35:1 (cinémascope) - son Dolby numérique - 35 mm
- Genre : film dramatique
- Durée : 89 minutes
- Date de sortie : 
  - 15 février 2000 au Festival de Berlin en  Allemagne
  - 5 février 2002 sortie uniquement en DVD en  France

## Distribution
- Zhang Ziyi : Zhao Di, Jeune
- Sun Honglei : Luo Yusheng
- Zheng Hao : Luo Changyu
- Yulian Zhao : Zhao Di, Vieille
- Bin Li : La grand-mère
- Guifa Chang : Maire, vieux
- Wencheng Sung : Maire
- Qi Liu : Xia, Vieux
- Bo Ji : Xia
- Zhongxi Zhang : Le réparateur